# 宮本賢一
宮本 賢一（みやもと けんいち、1974年〈昭和49年〉7月4日 - ）は、関東地方を拠点に活動している日本のフリーアナウンサー。ジョイスタッフ所属。

## 来歴
東京都練馬区出身。日本大学芸術学部放送学科卒業。
大学を卒業後、山形テレビ (YTS) に入社。同局報道部で山形県警担当記者を務めた後、2000年4月から『スーパーJチャンネルYTSゴジダス』のメインキャスターを務めていた。
フリーに転向してからは、主に関東地方の番組に出演。テレビドラマにもアナウンサー役などで出演することがある。

## 担当番組

### テレビ番組
- サッカーJ2 モンテディオ山形戦中継（山形テレビ） - 実況、ピッチリポーター
- 全国高等学校野球選手権山形大会中継（山形テレビ） - 実況
- 高校野球ダイジェスト（山形テレビ） - メインキャスター
- 提言の広場（山形テレビ） - メインキャスター
- スーパーJチャンネルYTSゴジダス（山形テレビ） - メインキャスター（2000年4月[1] - ）
- YTSニュース（山形テレビ）[1]
- KICK OFF!! J.LEAGUE（チバテレビ） - 実況
- デイリーアナリスト速報（ダイワ・証券情報TV） - キャスター
- 東京マーケット（CS） - キャスター
- サタデースクランブル（テレビ朝日） - リポーター
- コンシェルジュ神奈川（テレビ神奈川） - リポーター
- 朝生とちぎ（とちぎテレビ） - 木曜・金曜キャスター（2009年4月 - 2010年4月）
- 夕なび（J:COM 湘南） - 「ざっくぅ企画」実況
- 全国高等学校野球選手権埼玉大会中継（テレビ埼玉） - 実況
- ごごたま（テレビ埼玉） - キャスター（2010年3月 - 2012年3月）
- まさかのホントバラエティー イカさまタコさま（TBS） - リポーター
- 湘南ベルマーレ応援番組 みんなのベルマーレ（J:COM 湘南） - コーナー実況
- 2014湘南藤沢市民マラソン中継（J:COM 湘南） - 実況
- 直撃LIVE グッディ!（フジテレビ） - フィールドキャスター（2015年4月[4] - ）

### テレビドラマ
- ULTRASEVEN X（中部日本放送） - キャスター 役
- アテンションプリーズ スペシャル〜オーストラリア・シドニー編[5]（フジテレビ） - 司会者 役
- CHANGE（フジテレビ） - キャスター 役
- カエルの王女さま（フジテレビ） - 司会者 役
- 仮面ライダー鎧武/ガイム（テレビ朝日） - アナウンサー 役

### ラジオ番組
- J-WAVE ニュースアナウンサー